# Кастельяно (футболист)
Сиприано Нунес да Силвейра (порт.-браз. Cipriano Nunes da Silveira; 22 сентября 1892, Сантана-ду-Ливраменту — 26 ноября 1980, Сантана-ду-Ливраменту), более известный под именем Кастельяно (порт.-браз. Castelhano) — бразильский футболист, нападающий.

## Карьера
Сиприано Нунес родился в штате Риу-Гранди-ду-Сул. Из-за того, что у него был акцент, напоминающей акцент людей — выходцев из уругвайского города Ривера, его прозвали Кастельяно. По другим данным, это прозвище он получил из-за своего стиля игры, очень похожего на уругвайский. Кастельяно начал карьеру в клубе «14 июля» в 1907 году и выступал за эту команду до 1920 года, когда он перешёл в «Сантос». Там форвард провёл год, сыграв 16 матчей и забив 14 голов, и возвратился в 14 июля, где завершил карьеру в 1929 году.
В составе сборной Бразилии Кастельяно дебютировал 11 сентября 1920 года в матче чемпионата Южной Америки с Чили, где его команда победила 1:0. Он провёл на турнире все три матча, а национальная команда заняла 3 место. 6 октября Кастельяно провёл последний матч за сборную против Аргентины. Накануне матча аргентинская газета опубликовала рисунок, в которой игроки Бразилии были выставлены в виде обезьян. Из-за этого часть бразильских футболистов отказалась выходить на поле. В результате у сборной набралось только семь игроков. Матч решено было провести в формате семь-на-семь, из-за чего часть прессы не считает встречу официальной. Она завершилась победой Аргентины со счетом 3:1; у Бразилии единственный мяч забил Кастельяно.

## Международная статистика
| Матчи Кастельяно за сборную Бразилии | Матчи Кастельяно за сборную Бразилии | Матчи Кастельяно за сборную Бразилии | Матчи Кастельяно за сборную Бразилии | Матчи Кастельяно за сборную Бразилии | Матчи Кастельяно за сборную Бразилии | Матчи Кастельяно за сборную Бразилии |
| ------------------------------------ | ------------------------------------ | ------------------------------------ | ------------------------------------ | ------------------------------------ | ------------------------------------ | ------------------------------------ |
| №                                    | Дата                                 | Место проведения                     | Оппонент                             | Счёт                                 | Голы                                 | Турнир                               |
| 1                                    | 11 сентября 1920                     | Винья-дель-Мар                       | Чили                                 | 1:0                                  | —                                    | Чемпионат Южной Америки              |
| 2                                    | 18 сентября 1920                     | Винья-дель-Мар                       | Уругвай                              | 0:6                                  | —                                    | Чемпионат Южной Америки              |
| 3                                    | 25 сентября 1920                     | Винья-дель-Мар                       | Аргентина                            | 0:2                                  | —                                    | Чемпионат Южной Америки              |
| 4                                    | 6 октября 1920                       | Буэнос-Айрес                         | Аргентина                            | 1:3                                  | 1                                    | Товарищеский матч                    |

## Статистика
- Профиль на СамбаФут